# Violet Tillard

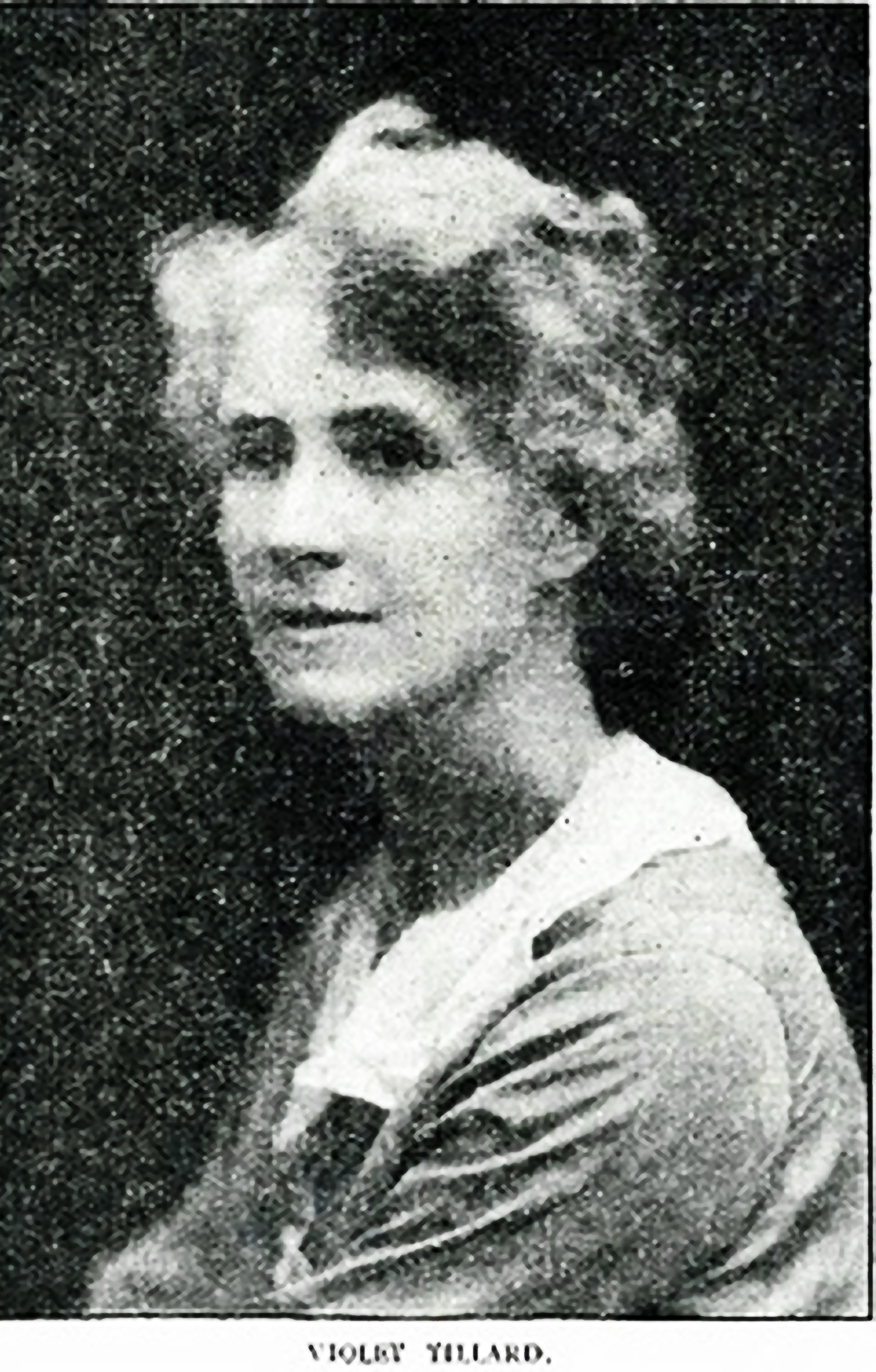
Violet Tillard, 1920

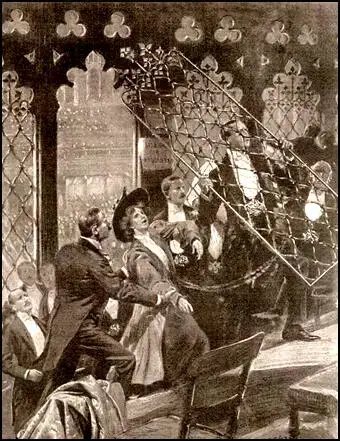
Illustration in der The London Illustrated News zum „grille-incident“, 7. November 1908

Violet Tillard (* 29. Dezember 1874 in Madras, Britisch-Indien; † 19. Februar 1922 in Busuluk, Oblast Orenburg, Sowjetunion) war eine britische Krankenschwester, Suffragette, Pazifistin, Unterstützerin von Kriegsdienstverweigerern, internationale Hungerhelferin und gläubige Quäkerin.

## Leben
Tillard, die von Freunden und Familie auch „Till“ genannt wurde, wurde in Britisch-Indien geboren. Tillard hatte eine jüngere Halbschwester namens Irene, die Tochter aus der zweiten Ehe ihres Vaters. Sie machte eine Ausbildung zur Krankenschwester im Krankenhaus von Poplar und im Great Ormond Street Hospital in London.
Tillard engagierte sich 1908 in der Women’s Freedom League (WFL) und stieg bald zur stellvertretenden Organisationssekretärin auf. Von Mai bis Mitte Oktober 1908 reiste Tillard in einer Kampagne mit einem „WFL-Wahlkampfwagen“ in den Grafschaften südlich von London. Auf dieser Tour lernte Tillard Muriel Matters kennen, die ihr ein Leben lang treu bleiben sollte. Matters schrieb später über den Mut, das Mitgefühl, die Großzügigkeit und die Selbstlosigkeit ihrer Freundin und erklärte, Tillard habe „einen Maßstab gesetzt, an dem man sich orientieren sollte“.
Am 28. Oktober 1908 organisierte die WFL eine große Demonstration vor dem Palace of Westminster. Einem Zeitungsbericht zufolge fanden mehrere Aktionen zur gleichen Zeit statt.  Eine Gruppe von Frauen, darunter Tillard, befand sich in der Ladies’ Gallery des Unterhauses, um bei den Parlamentariern Aufmerksamkeit für das Anliegen der Frauen zu erreichen und das eiserne Gitter (grille) zu entfernen, das von der Ladies’ Gallery die Sicht auf die parlamentarischen Beratungen versperrte.  Die Frauen begannen zu rufen: „Mr. Speaker, Mitglieder der liberalen Regierung, wir haben lange genug hinter dem Gitter zugehört. Die Frauen Englands fordern das Wahlrecht.“ Gleichzeitig wurde durch Tillard ein Plakat durch das Gitter der Ladies’ Gallery geschoben, auf dem stand: „Women's Freedom League demand votes for women“.  Muriel Matters und Helen Fox ketteten sich an das Gitter. Die Polizei nahm bald alle Beteiligten fest, konnte aber Matters und Fox nicht von dem Gitter trennen. Schließlich wurde das Gitter mit den Frauen entfernt, und nachdem sie in einen nahe gelegenen Sitzungssaal gebracht worden waren, wurde ein Schmied geholt, um die Frauen von den Eisenbeschlägen zu lösen. Matters und die anderen Frauen, die an dem Vorfall beteiligt waren, wurden nicht angeklagt und wurden bald darauf in der Nähe des St Stephen’s Entrance wieder freigelassen, wo sie sich anderen Mitgliedern der WFL anschlossen, die immer noch protestierten.
Am folgenden Tag wurden 14 Frauen (darunter Tillard und Matters) und ein Mann vor dem Westminster Police Court angeklagt. Tillard wurde der vorsätzlichen Behinderung der Londoner Polizei für schuldig befunden und zu einer einmonatigen Haftstrafe verurteilt, die im Holloway Prison zu verbüßen war. Matters erzählte später, dass es Tillard trotz der hässlichen Gefängniskleidung gelang, „so anmutig auszusehen. Wie fröhlich sie war, wie philosophisch, während viele entweder 'nervös' [oder] 'weinerlich vor Anstrengung oder Rebellion' waren.“
Von Mai bis Juli 1910 begleitete Tillard Matters zu einer Vortragsreise über ihre Erfahrungen in Großbritannien nach Australien. Während der viermonatigen Tournee sprach Matters in Perth (Literary Hall), Adelaide (Town Hall), Melbourne (Princess Theatre) und Sydney (King’s Hall). In jeder Stadt hielt sie drei Vorträge, in denen sie sich für eine Gefängnisreform, gleichen Lohn für gleiche Arbeit und das Wahlrecht für Frauen in Großbritannien einsetzte. Tillard zeigte dem Publikum Illustrationen zur Kampagne und trug einen Nachschnitt ihres Gefängniskleides. Aus den Zeitungsberichten über ihren Besuch geht hervor, dass sie vor einem großen Publikum auftraten und dass die Auftritte von Gelächter und Applaus begleitet waren.
Bei der Volkszählung von 1911 lebte Tillard bei Matters und Margaret Jewson in Lambeth und beteiligte sich am Boykott der Volkszählung durch die Suffragetten. Tillard schrieb auf das Formular für die Haushaltszählung: „No Vote No Census. Sollten Frauen in dieser Sitzungsperiode zu Personen im Sinne des Gesetzes werden, werden alle Informationen weitergeleitet.“ Es ist auch bekannt, dass sie von 1912 bis 1914 in Dublin war, um die streikenden Dubliner Transportarbeiter während des Dublin Lockout zu unterstützen.
Während des Ersten Weltkriegs setzte sich Tillard für Kriegsdienstverweigerer ein. Sie wurde zur Mit-Schatzmeisterin des No-Conscription Fellowship’s Maintenance Committees ernannt. Am 23. Mai 1918 stand Tillard erneut vor Gericht, weil sie sich geweigert hatte, der Polizei den Namen der Person mitzuteilen, die die Märzausgabe der No-Conscription Fellowship News gedruckt hatte. Tillard wurde unter dem Defence of the Realm Act für schuldig befunden und zu 61 Tagen Haft verurteilt, die sie erneut im Holloway Prison verbüßen musste.

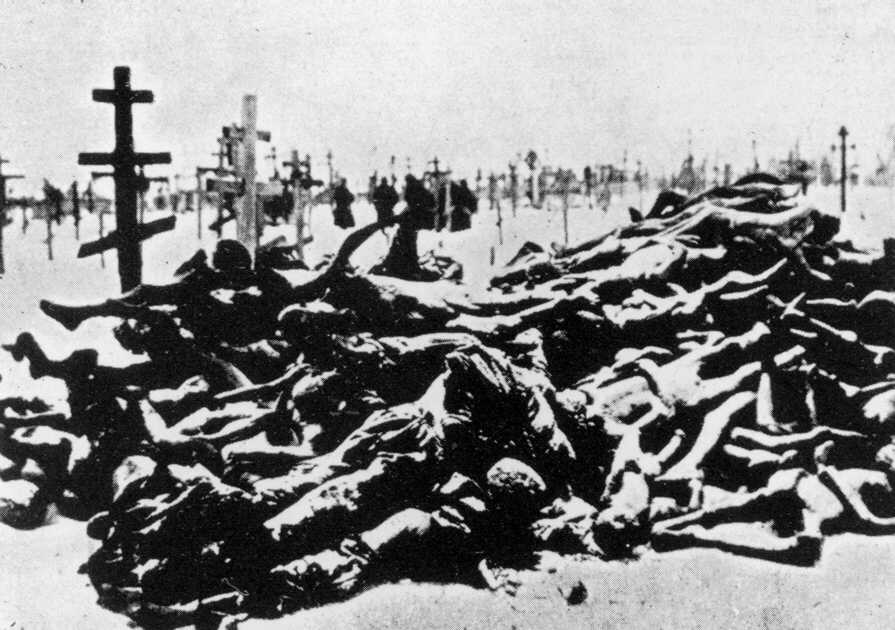
Hungertote am Rande des Friedhofs von Busuluk, Winter 1921/1922

1919 reiste Tillard in das vom Krieg zerrüttete Deutschland, um den Menschen zu helfen. Sie schloss sich einer Quäkermission an, und im Dezember desselben Jahres beantragte Tillard offiziell die Mitgliedschaft in der Religious Society of Friends. Bis Oktober 1921 war sie als Krankenschwester in Deutschland tätig und wurde dann in das von der Hungersnot in Sowjetrussland 1921–1922 heimgesuchte Busuluk versetzt, um bei der Organisation von Hilfsmaßnahmen zu helfen. In Anbetracht der Zustände schrieb sie:

„One feels horrible to live in such good conditions when the people are literally starving at our doors – a boy of sixteen lies dead a few yards away […] It isn’t so harrowing to see them lying dead. They suffer no more. It is the doomed shadows one sees around the streets and in the homes that are most horrible.“

„Es ist schrecklich, unter so guten Bedingungen zu leben, wenn die Menschen vor unserer Tür buchstäblich verhungern – ein sechzehnjähriger Junge liegt ein paar Meter weiter tot […] Es ist nicht so erschütternd, sie tot liegen zu sehen. Sie leiden nicht mehr. Am schrecklichsten sind die verdammten Schatten, die man auf den Straßen und in den Häusern sieht.“

Während ihres Aufenthalts in Busuluk wurden Tillards Fähigkeiten als Krankenschwester für drei an Typhus erkrankte Mithelfer benötigt. Sie konnte die Helfer retten, doch bald darauf erkrankte Tillard selbst an Typhus und starb im Februar 1922 daran.
Tillards Tod wird kurz in den Schriften von Leo Trotzki erwähnt, der ihre Arbeit während der Hungersnot lobte:

„In our bloodstained and at the same time heroic epoch, there are people who, regardless of their class position, are guided exclusively by the promptings of humanity and inner nobility. I read a brief obituary of this Anglo-Saxon woman, Violet Tillard; a delicate, frail creature, she worked here, at Buzuluk, under the most frightful conditions, fell at her post, and was buried there […] Probably she was no different from those others who also fell at their posts, serving their fellow human beings […] Here we count six such graves […] These graves are a kind of augury of those future, new relations between people which will be based upon solidarity and will not be shadowed by self-seeking. When the Russian people become a little richer they will erect (we are profoundly sure of this) a great monument to these fallen heroes, the forerunners of a better human morality, for which we, too, are fighting.“

„In unserer blutigen und zugleich heldenhaften Epoche gibt es Menschen, die sich unabhängig von ihrer Klassenzugehörigkeit ausschließlich von den Eingebungen der Menschlichkeit und des inneren Adels leiten lassen. Ich habe einen kurzen Nachruf auf diese angelsächsische Frau, Violet Tillard, gelesen; ein zartes, zerbrechliches Geschöpf, das hier in Busuluk unter den schrecklichsten Bedingungen arbeitete, auf ihrem Posten fiel und dort begraben wurde […] Wahrscheinlich war sie nicht anders als die anderen, die ebenfalls an ihrem Arbeitsplatz im Dienste ihrer Mitmenschen gefallen sind […] Hier zählen wir sechs solcher Gräber […] Diese Gräber sind eine Art Vorahnung jener zukünftigen, neuen Beziehungen zwischen den Menschen, die auf Solidarität beruhen und nicht von Egoismus überschattet sein werden. Wenn das russische Volk ein wenig reicher geworden ist, wird es (dessen sind wir uns zutiefst sicher) diesen gefallenen Helden, den Vorreitern einer besseren menschlichen Moral, für die auch wir kämpfen, ein großes Denkmal errichten.“